# Sven Schmid
Sven Schmid (ur. 21 stycznia 1978 w Johannesburgu) – niemiecki szpadzista, brązowy medalista olimpijski, drużynowy wicemistrz świata, mistrz Europy.
Podczas igrzysk olimpijskich w Atenach w 2004 roku reprezentanci Niemiec w składzie: Jörg Fiedler, Sven Schmid i Daniel Strigel zdobyła drużynowo brązowy medal. W rywalizacji indywidualnej zajął tam jedenastą pozycję. Były to jego jedyne starty olimpijskie.
Na mistrzostwach świata w Lipsku w 2005 roku wspólnie z Jörgiem Fiedlerem, Martinem Schmittem i Danielem Strigelem wywalczył srebrny medal w zawodach drużynowych. 
Kilkukrotnie zdobywał medale mistrzostw Europy, w tym złoty indywidualnie na ME w Płowdiwie w 2009 roku.